# Solva luzonensis
Solva luzonensis är en tvåvingeart som först beskrevs av Günther Enderlein 1921.  Solva luzonensis ingår i släktet Solva och familjen lövträdsflugor. Inga underarter finns listade i Catalogue of Life.